# Germán Lesman
Pour les articles homonymes, voir Lesman.
Germán Alejandro Lesman (né le 8 septembre 1990 à Esperanza en Argentine) est un joueur de football argentin qui évolue au poste d'attaquant.

## Biographie
Il inscrit 17 buts en deuxième division argentine en 2016, ce qui fait de lui le meilleur buteur du championnat.

## Palmarès
All Boys
- Championnat d'Argentine D2 :
  - Meilleur buteur : 2016 (17 buts).